# Theileria microti
Theileria microti — вид паризитарних хромальвеолят родини Theileriidae типу Апікомплексні (Apicomplexa). Початково вид описаний як Babesia microti. У 2010 році, на основі ДНК-аналізу, цей вид та ще кілька близьких віднесли до новоствореного роду Theileria. Вид є одним із збудників інфекційного захворювання бабезіоз. Паразит живе та розмножується в еритроцитах у крові ссавців. Захворювання передається через укуси кліщів роду Ixodes. Носіями збудника є різноманітні дикі та свійські тварини, проте основним резервуаром інфекції є дрібні гризуни. Виявлені випадки захворювання людини. Симптоми захворювання схожі на такі при малярії.

## Поширення
Вид широко поширений у північній півкулі: в Північній Америці, в багатьох країнах Європи, в Японії, Південній Кореї, на півночі Китаю, у Таїланді. Зараженість гризунів — основних резервуарів цього виду досягає 20-60 %. Зараженість основних переносників T. microti в США — кліщів Ixodes scapularis коливається від 0,5 до 42 % (частіше 5-9 %). В Європі зараженість основного переносника — кліща Ixodes ricinus значно нижче і в різних частинах ареалу становить 0,1-16,3 %.

## Патогенність для людини
Основний шлях зараження хребетних, в тому числі людини — передача паразитів при укусі кліща. Хворіють люди, що контактують з кліщами (сільськогосподарські робітники, туристи, пастухи тощо). Чітко виражена сезонність захворюваності (травень-вересень) обумовлена сезонною активністю переносників. Досить високим вважається ризик зараження при переливанні крові від донорів з безсимптомним або хронічним перебігом хвороби, причому не тільки в ендемічних зонах. Відомі випадки трансплацентарного зараження дітей.
Встановлено, що на бабезіоз симптомно хворіють, головним чином, люди зі зниженим імунним статусом. Вважається імовірною маніфестація бабезіозу у ВІЛ-інфікованих. У тих же груп ризику відзначаються більш тяжкі форми хвороби. У людей з нормальною імунною системою захворювання зазвичай перебігає безсимптомно, незважаючи на наявність паразитемії, що досягає 1-2 %.
Бабезіоз людини, який спричинює T. microti, незважаючи на широке поширення цього збудника, зустрічається майже виключно в США. Перший випадок був описаний в 1969 році. З тих пір в США зареєстровано кілька сотень випадків. Проте, рівень захворюваності бабезіозом в останні роки збільшується, очевидно, внаслідок поліпшення діагностики. Передбачається, що значна частина захворювань залишається недіагностованою в зв'язку з переважанням легкого або безсимптомного перебігу.
Захворювання, які спричинює T. microti, в Європі вкрай рідкісні. Вважається, що європейські штами цього виду малопатогенні для людини. Крім того, відзначається тісний зв'язок Theileria microti з кліщем Ixodes trianguliceps, що не нападає на людину. Не виключено, що такий низький рівень захворюваності в Європі в ще більшому ступені, ніж в США, обумовлений недостатнім рівнем діагностики. Перше ж масштабне серологічне дослідження крові на наявність антитіл до бабезій, проведене в Німеччині, виявило високий рівень серопозитивності серед людей, що піддавалися укусам кліщів, значно перевищує серопозитивність частини населення, яка не контактувала з кліщами (11,5 і 1,7 % відповідно). Число серопозитивних до Theileria microti було майже вдвічі вище, ніж до близького виду Babesia divergens.

## Палеонтологія
У 2017 році у Домініканській республіці у бурштині виявили кліща, у клітинах крові якого знайдені клітини Theileria microti. Вік знахідки датується палеогеном (близько 50 млн років тому).